# Shelley Bryan Wee
Shelley M. Bryan Wee (* in Springfield, Oregon) ist Bischöfin der Evangelical Lutheran Church in America. Sie leitet seit 2019 die Northwest Washington Synod.

## Biografie
Bryan Wee wuchs in Colville, Washington auf und besuchte die Pacific Lutheran University (Tacoma), wo sie den Bachelor-Grad in Communications Arts und Business Administration erwarb. Ein Theologiestudium am Luther Seminary (St. Paul) folgte, das sie mit dem Master-Grad abschloss. Am 28. August 1993 wurde Bryan Wee zur Pfarrerin ordiniert. Sie hatte daraufhin mehrere Gemeindepfarrstellen inne und war Studentenseelsorgerin an der Eastern Washington University. Vor ihrer Wahl zur Bischöfin war sie Assistentin ihres Amtsvorgängers, Bischof Brian Kirby Unti.
Am 19. Mai 2019 wurde Bryan Wee von der Synode bei ihrer Tagung in Linwood zur Bischöfin für eine Amtszeit von sechs Jahren gewählt. Die Amtseinführung fand am 2. November 2019 in der St. Mark’s Episcopal Cathedral (Seattle) statt, einem Kirchengebäude der Episkopalkirche.